# Сегре (річка)
Сегре (ісп. Río Segre) — річка у Франції та Іспанії. Починається в Піренеях і впадає в річку Ебро.
Річка, відома римлянам і грекам як Sicoris, починається в східних Піренеях і тече на північний захід, протікаючи через Льівію та Бург-Мадам. Потім вона перетинає кордон з Іспанією і зливається з річкою Валіра. Від цього пункту вона повертає на південний захід і тече по рівнинах Каталонії, протікаючи через Балагер, Леріда та Мекіенсу.

## Притоки
- Валіра
- Ногера-Пальяреса
- Ногера-Рібагорсана